# أندراب (سرعين)
أندراب هي قرية في مقاطعة سرعين، إيران. يقدر عدد سكانها بـ 279 نسمة بحسب إحصاء 2016.